# 福尔内洛斯德蒙特斯
福尔内洛斯德蒙特斯，是西班牙加利西亚自治区蓬特韦德拉省的一个市镇。 总面积83平方公里，总人口2066人（2001年），人口密度25人/平方公里。